# West Coast Video

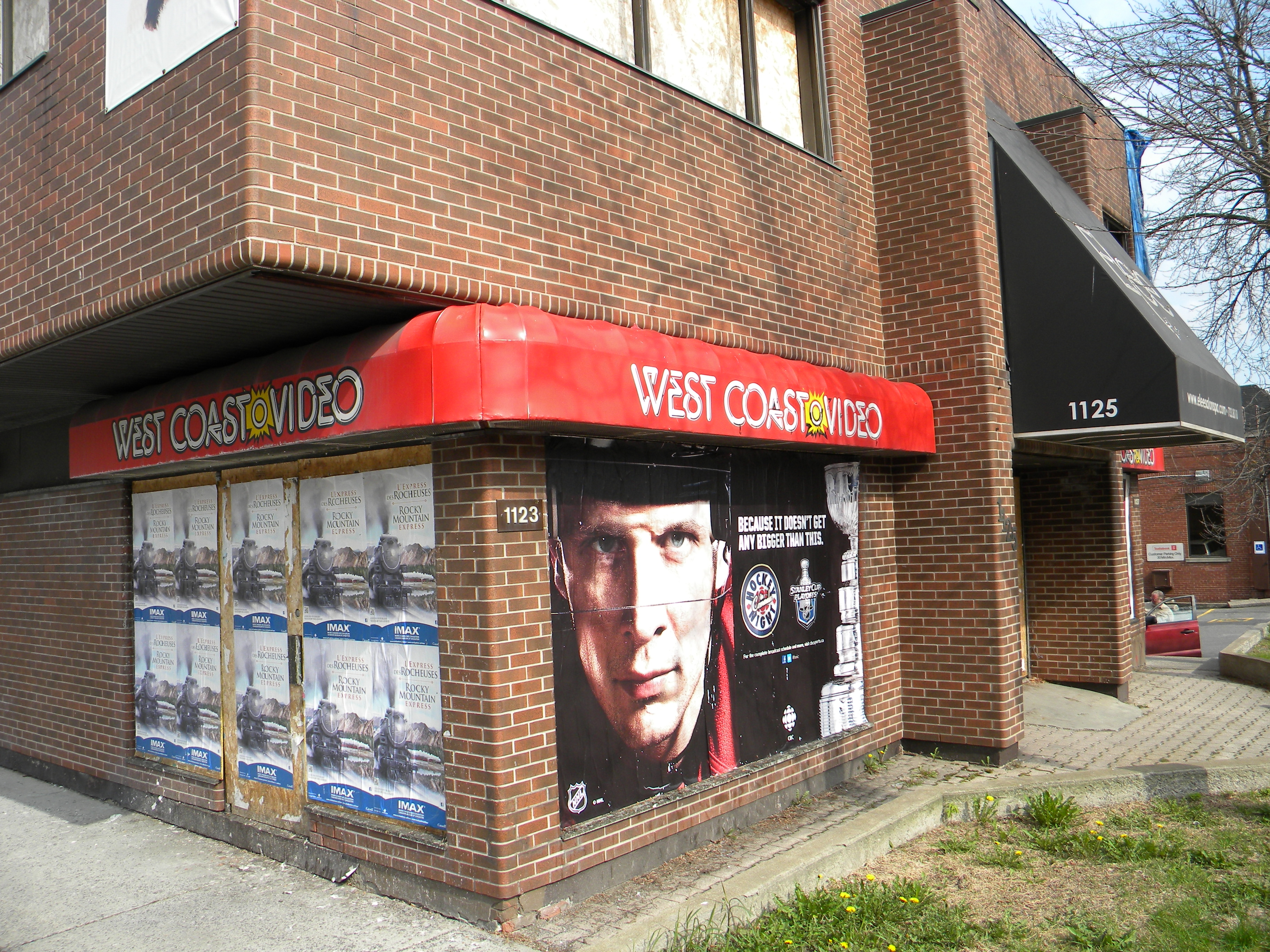
butiken i Ottawa som eldhärjades i februari 2009.

West Coast Video var ett amerikanskt hyrvideoföretag, som bildades 1983 och upplöstes 2009. Företaget etablerade sig även i Curaçao, Kanada och Peru. Butiken i Ottawa startades 1993, och förstördes vid en brand den 5 februari 2009,

### Fotnoter
1. ↑  ”West Coast Entertainment Corporation History” (på engelska). Fundinguniverse. http://www.fundinguniverse.com/company-histories/west-coast-entertainment-corporation-history/. Läst 11 juli 2015.
2. ↑  ”West Coast Video Fire” (på engelska). Oldottawasouth. 5 februari 2009. Arkiverad från originalet den 5 mars 2016. https://web.archive.org/web/20160305102330/http://www.oldottawasouth.ca/oos/photo-gallery/category/12-west-coast-video-fire. Läst 11 juli 2015.